# Scott (Luisiana)
Scott é uma cidade localizada no estado americano de Luisiana, na Paróquia de Lafayette.

## Demografia
Segundo o censo americano de 2000, a sua população era de 7870 habitantes.
Em 2006, foi estimada uma população de 8104, um aumento de 234 (3.0%).

## Geografia
De acordo com o United States Census Bureau tem uma área de
23,0 km², dos quais 23,0 km² cobertos por terra e 0,0 km² cobertos por água.

## Localidades na vizinhança
O diagrama seguinte representa as localidades num raio de 16 km ao redor de Scott.